# Iliana Åkesdotter (Tott)
Iliana Åkesdotter Tott, död 1489 eller 1490, var en svensk adelskvinna och godsägare. Hon bidrog till att godset Stensholmen anlades i Stensholm, Hakarps socken, vilket sannolikt är den enda medeltida befästningen i Sverige som anlades av en kvinna.

## Biografi
Iliana Åkesdotter Tott var dotter till den danske riksråd Åke Axelsson (Tott) och Märta Bengtsdotter (Vinstorpaätten), gift med riksrådet och militärbefälhavaren Tord Bonde (Karlsson). Hon gifte sig 1455 med Tord Karsson (Bonde) i Vadstena. Bröllopet bekostades av den dåvarande kungen Karl Knutsson (Bonde), brudgummens kusin. Ilianas syster Ingeborg Åkesdotter (Tott) blev 1466 gift med Sten Sture den äldre, Sveriges riksföreståndare. Tord Bonde hade fört befäl vid flera framgångsrika slag mot danskar på 1450-talet. Bland annat bidrog han till att återta Lödöse och att förstöra Danaborg i Vittaryds socken. 1456, bara ett år efter bröllopet, lönnmördades han dock av en slottsfoge, född i Danmark.
Iliana bosatte sig då i Jönköping, och uppförde vid något tillfälle godset Stensholmen i Stensholm, Hakarps socken, mark som då ägdes av svenska kronan. Hennes far, Åke Axelsson, ägde flera gårdar i Hakarp, Svarttorp, Skärstad, Rogberga och Lekeryd. Harry Bergenblad menar att Iliana förmodligen bodde på godset mellan 1456 och fram till sin död, 1489 eller 1490. Christian Lovén menar dock att hon bara kan ha bott där från 1484, eftersom hon köpte egendomen av kronan först 1480, och därefter anlade borgen. Hon vistades dock i trakten från 1456, då hon förekommer i Jönköpings stads tänkebok flera gånger.
Lovén betecknar i sin avhandling borgen som en befäst sätesgård, och vattnet runt holmen godset låg på utgjorde en naturlig vallgrav. Bergenblad menar att godset förmodligen var byggt av sten, men att det var oklart vart stenmaterialet tagit vägen. Lovén tror dock snarare att godset var byggt av trä, och en tämligen svag befästning. Han konstaterar dock att Stensholmen, godset på Stensholm, var unikt, genom att det var den enda medeltida befästningen i Sverige som anlades av en kvinna.
Iliana gifte aldrig om sig efter sin makes död; hon hade en stor förmögenhet och mäktiga släktingar, och levde resten av sitt liv som änka.